# NBC Sky World News
NBC Sky World News is een aangekondigde nieuwszender waarvan de lancering gepland stond voor de zomer van 2020. Door de wereldwijde Coronapandemie is de lancering echter uitgesteld. De nieuwe zender bundelt de krachten van het Amerikaanse NBC News en het Britse Sky News.  
Sinds 2018 zijn beide merken in handen van Comcast Corporation. Het wereldwijde mediabedrijf lanceert de nieuwe zender als directe concurrent van o.a. CNN International. 130 miljoen mensen zullen bij de lancering de zender kunnen ontvangen. NBC Sky World News zal uitzenden vanuit het hoofdkwartier van Sky News in Londen.  